# 아카미네 신고
아카미네 신고(일본어: 赤嶺 真吾, 1983년 12월 8일 ~ )는 일본의 전 축구 선수이다.

## 구단 경력
그는 2006년부터 2021년까지 J리그의 FC 도쿄, 베갈타 센다이, 감바 오사카, 파지아노 오카야마, FC 류큐에서 활동하였다.